# Burgseeli
Das Burgseeli (historisch auch Burgseewli) ist ein Moorsee im Berner Oberland in der Gemeinde Ringgenberg in der Schweiz.
Der See befindet sich auf 613 Metern über Meer rund hundert Meter vom Brienzersee entfernt. Die beiden Seen sind durch ein Waldstück getrennt. Das Burgseeli liegt in einem Naturschutzgebiet und wird teilweise durch einen Schilfgürtel begrenzt.
Am See gibt es ein öffentliches Naturstrandbad mit Restaurant, Kinderspielplatz, Grillstelle sowie einen Sprungturm mit einem 3 Meter hohen Sprungbrett sowie ein 5 Meter und 7,5 Meter Sprungbrett.
Aufgrund der geringen Seegrösse werden von Mai bis September Wassertemperaturen von bis zu 26 °C erreicht. Bei Vollmond wird im Sommer ein Vollmondschwimmen angeboten.
Wenn der See zugefroren ist, kann man darauf Schlittschuhlaufen.

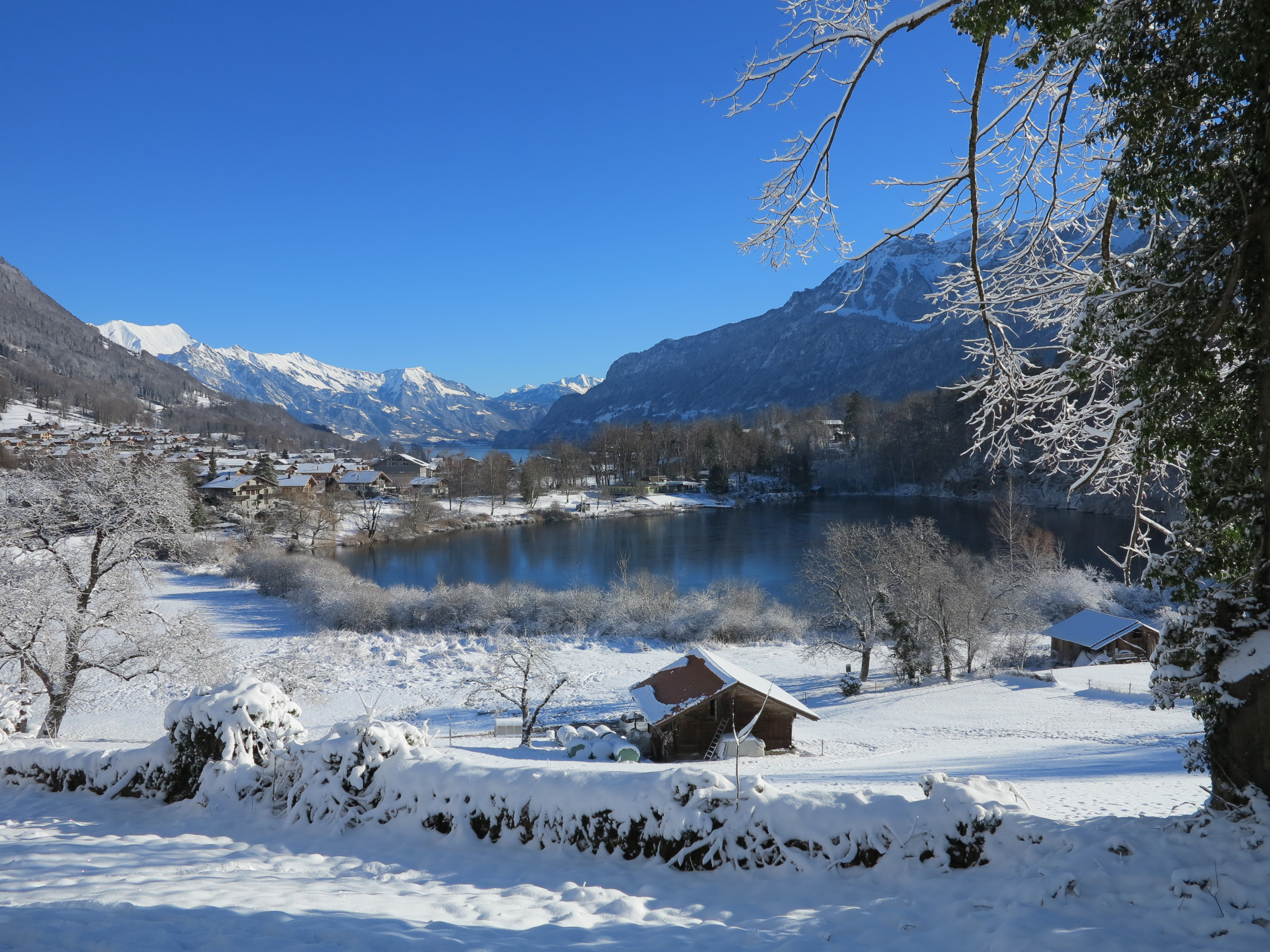
Das Burgseeli im Winter